# Dangerous Dave In The Haunted Mansion
Dangerous Dave in the Haunted Mansion (noto anche come Dangerous Dave 2) è un videogioco a piattaforme per MS-DOS del 1991, facente parte della serie Dangerous Dave. È stato scritto da John Romero e John Carmack e pubblicato da Gamer's Edge, una divisione di Softdisk.

## Modalità di gioco
Il giocatore impersona Dave che, in questo capitolo, deve salvare il fratello Delbert, prigioniero all'interno di una vecchia magione (in inglese "mansion") infestata da mostri quali zombie, fantasmi ed esseri gelatinosi. Il gioco miscela caratteristiche degli sparatutto a scorrimento con quelli a piattaforme e d'azione: l'ambiente è infatti bidimensionale (inquadratura laterale) e scorre nelle quattro direzioni man mano che il personaggio si sposta all'interno del gioco. Dave è armato di un fucile e deve affrontare 8 livelli prima di arrivare a liberare il fratello. Oltre che i mostri il giocatore deve evitare le trappole presenti nel gioco e può collezionare dei diamanti che trova nascosti in giro. Il gioco introduce un paio di novità rispetto ai titoli simili del periodo: la possibilità di sparare non solo a destra e sinistra ma anche in diagonale verso l'alto e verso il basso nonché la funzione di ricarica del fucile. Invece che avere munizioni in numero limitato da recuperare via via nei vari livelli, Dave in questo gioco può sparare fino ad 8 colpi in sequenza: fermandosi, il personaggio ricarica automaticamente il fucile.

## Sviluppo
Il gioco è il seguito di Dangerous Dave del 1988 e fa parte di una serie di giochi aventi per protagonista Dave, nata da un'idea di John Romero. Dopo la pubblicazione del primo capitolo Romero fu assunto dalla Softdisk: qui creò la Gamer's Edge, una divisione per la pubblicazione di giochi per PC, assumendo altri programmatori, tra cui John Carmack. Con l'aiuto di Carmack sviluppò Dangerous Dave 2, a cui collaborarono anche Adrian Carmack per la parte grafica e Tom Hall per la parte audio. Poco dopo la pubblicazione del gioco, questo gruppo lasciò la Softdisk per fondare la Id Software.

## Pubblicazioni
Oltre alla prima versione del 1991 il gioco è stato pubblicato nel 1993 anche con il titolo di Rooms of Doom nella collana economica Froggman, edita dalla Expert Software, e nel 2008 per dispositivi mobili.